# L’Echoppe
L’Echoppe — сольный студийный альбом Юрия Шевчука, записанный в мае 2007 года, и выпущенный 25 декабря 2008 года компанией Navigator Records.
Сведение и аранжировка выполнены французским композитором и музыкантом болгарского происхождения Константином Казанским. В записи приняли участие около 60 музыкантов из разных стран.

## Об альбоме
Инициатором создания альбома выступил французский композитор и музыкант болгарского происхождения Константин Казанский, ранее работавшим с Владимиром Высоцким и Алёшей Димитриевичем. В работе с Шевчуком он предпочёл занять главенствующую роль, написав аранжировки и самостоятельно определив набор записанных для альбома песен, а также выполнив сведение записанного материала. В записи приняли участие около 60 музыкантов из разных стран. Таким образом весной 2007 года на студии «Coppelia» в Париже был записан альбом, названный L’Echoppe, что переводится на русский язык как «Ларёк». Стиль альбома Шевчук определил как «Тот самый изначальный шансон — романтичный и мягкий, простой и благородный».
Официальный выпуск альбома был отложен до декабря 2008 года. Причиной тому послужило появление номерного альбома ДДТ «Прекрасная любовь», часть материала которого дублировала содержание «Ларька».
Строка «Когда закончится нефть, наш президент умрёт» на диске продолжается словами «И мир станет немного печальней», тогда как в ранней версии, сохранившейся в буклете, Шевчук уверял, что после смерти президента «Мир станет немного свободней».

## Отзывы
Алексей Мажаев положительно оценивает альбом: «Даже в тех номерах, где музыкальное оформление вроде бы нетипично для его музыки, валторны и тромбоны все равно оказываются в роли ведомых: они идут за голосом, склоняясь перед его хриплой сдержанностью — в итоге при всех формальных технологических новшествах готовое изделие получается обычной песней Юрия Юлиановича. Голос и мысль первичны, и конфигурация сопровождающей команды определяющего значения для этого артиста не имеет <…> Шевчук, конечно, даровитый композитор, но в этом альбоме ему важнее было предстать в первую очередь поэтом, пророком, ночным собеседником. Прослушивание — как всегда у позднего Шевчука, не развлечение, а работа, но усталость после этой работы правильная и здоровая».
Гуру Кен про этот альбом: «оркестр более чем из 60 музыкантов <…> выдал под руководством Казански удивительный сплав французского и русского шансона. Для французского эта музыка чересчур груба, для русского — неоправданно виньеточна <…> Альбом „L’Echoppe“ („Ларёк“) вполне комфортен для прослушивания, но аранжировки Казански новых горизонтов в песнях Шевчука открыть не смогли. Безусловно, новый эксперимент Шевчука в сугубо музыкальном смысле на голову выше предыдущей „Прекрасной любви“. Но все же альбома „ДДТ“ он никак не заменит».
Сергей Райтер в рецензии на сайте «Наш неформат» пишет, что «ни французское — исконное, ни российское — адаптированное определение шансона для „L’Echoppe“ в полной мере не подходит». «Новые обработки не убавляют и, увы, не добавляют ничего к известным, самодостаточным произведениям. Просто другая среда обитания этих песен невольно заставляет сравнивать на уровне „лучше-хуже“». Про иные композиции рецензент написал: «„Эмигрантская“, „Песня невесёлая“, „Небо на земле“ — просто свалены в творческом беспорядке в хвост альбома и топорщатся хаотичной многословностью да таборными стилизациями».
Денис Ступников отмечал: «Юрий Шевчук прочно обосновался в плей-листах Радио Шансон. Если прошлый альбом мэтра «Прекрасная любовь» кого-то ввёл в недоумение, то новый сольник лидера «ДДТ» «L’Echoppe» практически не оставляет шансов для мелких придирок и кликушеских обвинений в заигрывании с невзыскательной аудиторией».
Анонимная рецензия на сайте altstav.ru констатирует: «альбом вызывает недоумение. Кто бы мог подумать, что Юрий Юлианович Шевчук, радетель за чистоту русского рока, обвиняющий коллег по цеху в продажности, „опустится“ до уровня так нелюбимого им Гарика Сукачёва? <…> Удачных номеров на альбоме очень мало. Это, непосредственно композиция „Ларёк“ и, как ни удивительно — „Когда закончится нефть“ (закроем глаза на содержание песни — сделана она очень хорошо). А вот „Париж“ разочаровал. На акустических концертах песня звучала лучше, колорит ей придавала кода — соло Вадима Курылёва. <…> Песня „Конец света“ в данном исполнении кажется каким-то пьяным бредом, хотя раньше (и с частично другим текстом) воспринималась очень даже неплохо. Разочарованием альбома можно смело назвать песню „Пацаны“, во время исполнения которой на концертах Шевчук даже запрещал зрителям аплодировать. Здесь же песня превращена в традиционный цыганский балаган и никакой трагичности в гибели восемнадцатилетних пацанов от вражеских пуль уже не ощущается».

## Список композиций
1. Париж — 03:31
2. Ларёк — 04:29
3. Романс — 02:47
4. Когда закончится нефть — 03:07
5. Конец света — 02:49
6. Господь нас уважает — 04:06
7. Пацаны — 02:22
8. Я зажёг в церквах все свечи — 03:51
9. Осень, мёртвые дожди — 02:48
10. Эмигрантская — 02:23
11. Небо на земле — 03:19
12. Песня невесёлая — 03:50
13. Агидель цыганская (только в подарочном издании)